# Jackass
Jackass is een televisieprogramma uit de VS, uitgezonden op MTV en bedacht door Jeff Tremaine, Johnny Knoxville en Spike Jonze. In de serie werden door een groep stuntmannen de meest absurde, lompe en gevaarlijke stunts uitgevoerd. Nadat de serie in 2002 tot een einde kwam, werden er meerdere succesvolle Jackass-films uitgebracht door Paramount Pictures. De serie heeft de basis gelegd voor de acteercarrières van onder anderen Johnny Knoxville en Bam Margera, en vele stuntmannen uit de serie hebben hun eigen spin-offserie gehad, zoals Bam Margera (Viva La Bam en Bam's Unholy Union), Steve-O en Chris Pontius (Wildboyz), en Ryan Dunn (Homewrecker).
'Jackass' betekent in het Engels letterlijk 'mannelijke ezel' ('ass' is een ouderwets woord voor 'ezel' en een 'jack' is een mannetje). De term komt ongeveer overeen met het Nederlandse scheldwoord 'ezel': iemand die domme of roekeloze dingen doet.

## Geschiedenis
Jackass is grotendeels ontstaan uit het skateboardtijdschrift Big Brother Magazine, waarvoor onder anderen Jeff Tremaine, Rick Kosick, Chris Pontius, Sean Cliver en Dimitry Elyashkevich werkten, met bijdrages van Johnny Knoxville en Dave England. De filmpjes die zij maakten, waarin Jason "Wee Man" Acuña als professionele skateboarder vaak een rol had, gaf Jeff Tremaine het idee een serie van soortgelijke filmpjes te maken. Hij stelde dit concept voor aan zijn vriend Spike Jonze, die ervoor zorgde dat MTV interesse kreeg in het concept.
De mannen van Big Brother Magazine kregen de skate- en stuntfilmpjes van de CKY Crew te zien, waarin Bam Margera en zijn vrienden Ryan Dunn, Brandon DiCamillo, Raab Himself en Rake Yohn de hoofdrollen hadden. Zij sloten zich aan bij de groep stuntmannen die aan het filmen waren voor wat later Jackass zou worden. Ten slotte werd Steve-O (een clown uit Florida) door regisseur Jeff Tremaine benaderd. Steve-O had zelf ook al wat stuntfilmpjes gefilmd, maar geen enkele werd goedgekeurd door het management van MTV. Dave England vroeg aan Tremaine of Dave's vriend Ehren McGhehey, een mede stuntartiest en snowboarder uit Oregon, mee mocht doen aan het programma. Steve-O en Ehren werden allebei lid van de groep. Preston Lacy was de laatste castlid. Hij en Knoxville werkten samen voor Knoxville's ex-vrouw's kledingbedrijf waar Knoxville hem vertelde over zijn nieuwe tv-programma. Preston deed oorspronkelijk mee als schrijver, maar Knoxville haalde hem over om een paar stunts zelf uit te voeren.  
In het programma leek het alsof alle stunters samen het programma maken. Dit was echter niet het geval, vanwege de grote afstanden tussen de woonplaatsen van de Jackass-leden. Knoxville, Pontius, Steve-O, Wee Man en Preston filmden de stunts in Los Angeles, Californië, Margera, DiCamillo, Dunn, Raab en Yohn waren actief in West Chester, Pennsylvania, en England en McGhehey namen hun stunts op in Oregon. Bij de studio in MTV werden alle stunts bij elkaar gevoegd tot één aflevering.
Het programma ging van start op 1 oktober 2000 in de Verenigde Staten. Na de tweede aflevering had MTV de hoogste beoordelingen in de geschiedenis van de televisiezender.

## Stunts
De stunts waren er vooral op gericht om de meeste absurde stunts (met een kano van een trap af, iemand met een grote katapult wegschieten, etc), extreem smerige dingen te eten dat meestal op overgeven eindigt (een wedstrijd van wie het eerst 5 liter melk kan op drinken, of eierpunch), tot provocerende zaken op straat uitvoeren (een speelgoedpop in een kinderwagen laten aanrijden) en het veroorzaken van zo veel mogelijk pijn (testen van stun guns, pepperspray, tasers en het gooien van biljartballen op gevoelige plaatsen).

## Films

### Jackass: The Movie
Na de laatste uitzending van de televisieserie van Jackass in 2002 besloot de Jackass-crew als laatste inspanning een Jackass-film te maken, Jackass: The Movie, als passend einde voor de serie. Deze film was niet gecensureerd en kreeg daarom nogal wat kritiek vanwege de absurde stunts en het expliciete taalgebruik. Toch werd de film een commercieel succes, in de Verenigde Staten alleen al bracht de film meer dan 60 miljoen dollar op.

### Jackass Number TwoenJackass 2.5
Na Jackass: The Movie, was er in eerste instantie een einde gekomen aan de Jackass-franchise. Nadat Johnny Knoxville echter te gast was bij het nieuwe programma van Steve-O en Chris Pontius, Wildboyz, ontstond er (samen met Jeff Tremaine) in 2006 toch animo voor een nieuwe film. De andere castleden verlieten hun eigen projecten en kwamen bijeen voor een nieuwe Jackass-film, genaamd Jackass Number Two. Het was de eerste Jackass-film zonder Raab Himself vanwege zijn drugs en alcoholverslaving.
Scènes die niet werden gebruikt voor deze film werden gecompileerd voor een straight-to-dvd-film, Jackass 2.5, die uitkwam in 2007.

### Jackass 3DenJackass 3.5
Enkele Jackass-leden, waaronder Bam Margera, Johnny Knoxville en Steve-O, lieten eind 2009 via de pers weten dat ze plannen hadden voor een derde Jackass-film. Dit nieuws werd in december bevestigd door MTV Films en Paramount Pictures, die tevens lieten weten dat de film in oktober 2010 uit zou komen. In augustus 2010 werden de eerste trailers van de 3D film uitgezonden, en in oktober 2010 was de film in de bioscoop te zien. Het was de eerste Jackass-film zonder Brandon DiCamillo.
In 2011 verscheen er een direct-to-video-film Jackass 3.5. Deze film bestaat uit scènes die niet werden gebruikt voor Jackass 3D en interviews met de cast en filmcrewleden.

### Jackass ForeverenJackass 4.5
In 2018 kwam Knoxville met het idee om weer een nieuwe Jackass te maken. In eind 2019, kwam de crew weer bij elkaar voor een paar testen die later ook in de film zijn gekomen. In begin 2020 begon de crew officieel met filmen. Door COVID-19 kwam er uitstel en kwam de film in 2022 uit. In deze film werd de originele cast vergezeld met een aantal nieuwkomers: Zach Holmes, Sean "Poopies" McInerney, Jasper Dolphin, de eerste buitenlandse castlid Eric Manaka en de eerste vrouwelijke castlid Rachel Wolfson. Jaspers vader Compston "Dark Shark" Wilson maakte ook terugkeerde verschijningen in de film. 
De film had een gastoptreden van origineel cast-lid Bam Margera die tijdens de productie van de film was ontslagen omdat hij zijn contract had verbroken vanwege mandaten in verband met middelenmisbruik. Raab Himself keerde terug als cameraman en had een korte verschijning in de film. Het was de eerste Jackass-film zonder Ryan Dunn die in 2011 kwam te overlijden.
In 2022 kwam Jackass 4.5 uit op Netflix. Deze film bestaat uit scènes die niet werden gebruikt voor Jackass Forever en interviews met de cast en filmcrewleden.

## Single
Voor de film die in 2010 in 3D uitkwam, brachten de Jackass-leden een speciaal nummer uit in samenwerking met de band Weezer. Het nummer was getiteld Memories, verwijzend naar de plezierige tijd die ze hadden doorgebracht. In de videoclip van het nummer zijn verschillende fragmenten uit de serie te zien.

## Cast

### Hoofdrollen
- Johnny Knoxville
- Bam Margera
- Steve-O
- Ryan Dunn
- Chris Pontius
- Jason "Wee Man" Acuña
- Dave England
- Preston Lacy
- Ehren McGhehey

### Bijrollen
- Brandon DiCamillo
- Raab Himself
- Rake Yohn
- Mike Kassak
- Jason "J2" Rasmus
- Phil Margera, vader van Bam Margera
- April Margera, moeder van Bam Margera
- Vincent "Don Vito" Margera, oom van Bam Margera
- Jess Margera, broer van Bam Margera
- Manny Puig
- Loomis Fall
- Dave Carnie
- Stephanie Hodge
- Chris Nieratko

### Belangrijkste filmcrewleden
- Jeff Tremaine, bedenker, regie, uitvoerend producer
- Spike Jonze, bedenker, uitvoerend producer
- Trip Taylor, producer
- Dimitry Elyashkevich, belangrijkste cameraman
- Rick Kosick, cameraman
- Lance Bangs, cameraman
- Greg "Guch" Iguchi, cameraman
- Knate Gwaltney, cameraman
- Sean Cliver, fotograaf
- J.P. Blackmon, productie ontwerper
- Cordell Mansfield, audiomixer

### Beroemdheden
In het programma kwamen regelmatig beroemdheden voor.
- Bob Burnquist - skateboarder
- Daewon Song - skateboarder
- Bucky Lasek - skateboarder
- Tony Hawk - skateboarder
- Mat Hoffman - BMX stunter
- Brad Pitt - acteur
- Shaquille O'Neal - basketballer
- Fatlip - rapper
- Tyler, the Creator - rapper, zanger en platenproducent

## Opmerkelijke afleveringen
Abduction (met Brad Pitt, Johnny Knoxville). Brad Pitt staat in de rij om kaartjes voor de film te kopen. Dan komt er een zwarte bus aanrijden en Knoxville, die in de bus is, zegt "Hey! You're Brad Pitt". Vervolgens duwen ze hem in de zwarte bus en rijden ze weg. Deze hele stunt werd gehouden met medeweten van Pitt. Hij ging namelijk een dagje mee met de crew van Jackass.
Mianus (met Johnny Knoxville, Rick Kosick). Knoxville en Kosick rijden door de straten van het plaatsje Mianus in Connecticut. Ze maken daar schuine woordgrappen van de naam Mianus, dat klinkt als my anus. Tijdens het rijden roepen ze teksten zoals "Are there famous people in Mianus" en "Look! Rick's pumping in Mianus!".

## Kritiek
Al sinds de eerste aflevering worden de kijkers regelmatig gewaarschuwd dat de stunts gevaarlijk zijn en niet mogen worden nagedaan, en dat opnamen van zelfverzonnen stunts niet worden uitgezonden door MTV. Deze waarschuwingen worden aan het begin en het eind van elke aflevering getoond. Bij gevaarlijke stunts worden deze waarschuwingen herhaald, en wordt het Jackass-logo (een doodshoofd met twee krukken) rechtsonder in beeld gebracht. Ondanks deze waarschuwingen zijn er gevallen bekend van kinderen en tieners die Jackass-stunts imiteren en vervolgens dodelijk gewond raken. Onder andere Joe Lieberman (senator van Connecticut) begon in 2001 een campagne om MTV over te halen te stoppen met de serie. MTV gaf gedeeltelijk toe en zei Jackass niet meer te zullen uitzenden voor 10 uur 's avonds. Na blijvend protest van Lieberman besloot MTV bovendien te stoppen met het herhalen van nieuwere afleveringen, tot ongeloof van het Jackass-team.

## Influentie
Er zijn een paar tv series vergelijkbaar met Jackass onder andere:
- The Dudesons (Finland), (2001-2016). Ze begonnen met het filmen van stunts in 1993. Ze hadden een gastoptreden in Jackass 3D en Jackass 3.5.
- Dirty Sanchez (Verenigd Koninkrijk), (2003-2007). Ze begonnen met het filmen van stunts in de jaren 90
- Nitro Circus (2009-), mede bedacht door Jeff Tremaine, Johnny Knoxville en Trip Taylor
- Loiter Squad (2012-2014), gemaakt door Dickhouse Productions, met nieuw Jackass castlid Jasper Dolphin als mede hoofdrol en producent
- Too Stupid to Die (2018), bedacht en uitvoerend geproduceerd door nieuw Jackass castlid Zach Holmes, die ook de hoofdrol had
- Tokyo Shock Boys (Japan), (1991-)